# Thessalia cyneas
Thessalia cyneas är en fjärilsart som beskrevs av Frederick DuCane Godman och Osbert Salvin 1878. Thessalia cyneas ingår i släktet Thessalia och familjen praktfjärilar. Inga underarter finns listade i Catalogue of Life.